# Đại ấn Pháp

Đại ấn Đệ Nhị Cộng hòa Pháp, vào năm 1848. Cái mũ của Tự do nổi bật trên con dấu tương tự như Tượng Nữ thần Tự do (Tự do khai sáng thế giới), sẽ được người dân Pháp tặng cho người dân Hoa Kỳ 40 năm sau. Cả hai đều là biểu tượng cộng hòa mạnh mẽ.

Đại ấn Cộng hòa Pháp (tiếng Pháp: Grand sceau de la République Française) là một biểu tượng nhà nước được sử dụng để xác nhận tính xác thực của các tài liệu do Chính phủ Cộng hòa Pháp ban hành. Người giám sát chính thức của Đại ấn là Bộ trưởng Bộ Tư pháp Pháp.

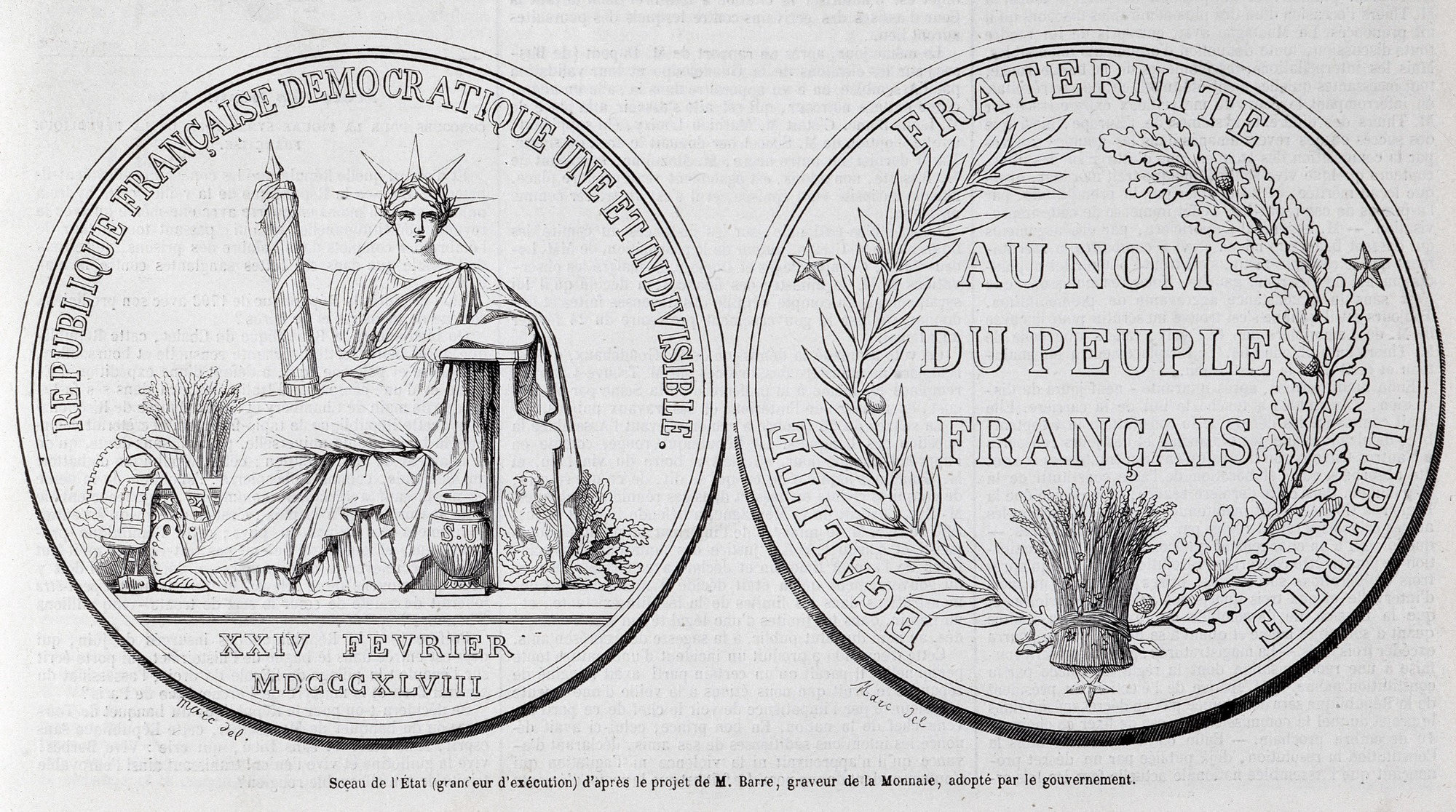
Đại ấn Cộng hòa Pháp

Bức tranh về mặt trái của Đại ấn Pháp cũng được sử dụng trong các con dấu của các cơ quan ngoại giao Pháp để chứng nhận các tài liệu và chứng nhận thị thực.

## Mô tả
Đại ấn của Pháp có hai mặt. Trên mặt trước của con dấu là Tự do, được thể hiện dưới dạng nữ thần Juno. Tự do ngồi trên một ngai vàng, trong một toga và trong một vòng hoa bảy chùm, với đôi chân trần. Trong tay phải của cô, cô nắm giữ các băng. Với tay trái, cô ấy cầm lái con tàu. Trên chiếc mũ được chỉ định, có một hình ảnh của một con gà trống Gallic đang dựa vào quả cầu bằng chân phải của mình. Dưới chân ngai vàng ở phía bên phải của chiếc mũ, có một chiếc bình với các chữ cái SU, có nghĩa là Suffrage Universel (quyền bầu cử phổ quát). Ở phía bên phải của ngai vàng, trong nền, một bảng màu, một bó lúa mì và một cái cày. Bên trái, phía sau mũ là những chiếc lá sồi. Dòng chữ khắc République Française démocratique une et indivisible (Cộng hòa Dân chủ Pháp, thống nhất và không thể chia cắt) được ghi trong một vòng tròn. Ở dưới cùng của bản in được khắc «XXIV FEVRIER MDCCCXLVIII».
Ở mặt sau của bản in, ở giữa là một dòng chữ khắc chữ A NOM DU PEUPLE FRANÇAIS (nhân danh nhân dân Pháp), được đặt trong một vòng nguyệt quế. Dọc theo rìa là phương châm của Cộng hoà Pháp "ÉGALITÉ, FRATERNITÉ, LIBERTÉ" (Tự do, Bình đẳng, Bác ái)

## Lịch sử sáng tạo
Lịch sử của Đại ấn Pháp bắt nguồn từ thời Đệ Nhị Cộng hòa. Thực tế này được thể hiện rõ ràng bằng dòng chữ ở phần dưới của con dấu Ấn 24 FEV. 1848 " Như đã biết, ngày 24 tháng 2 năm 1848 được tuyên bố là ngày cách mạng và ngày thành lập nền Đệ Nhị Cộng hòa. Ngày 18 tháng 9 năm 1848, Quốc hội Pháp đã ban hành một nghị định về việc tạo ra Đại ấn Pháp. Công việc được giao cho thợ khắc Jacques-Jean Barr.
Từ năm 1878, dòng chữ khắc «XXIV FEVRIER MDCCCXLVIII».